# Каменоломни (рабочий посёлок)
Каменоло́мни — рабочий посёлок в Ростовской области. Административный центр Октябрьского района и Каменоломненского городского поселения.
Население — 12 327 чел. (2021).

## История
На берегу небольшой реки Грушевки казак Максимов заложил хутор. Рядом с ним обосновались казаки Власов и Попов. Новые хутора получили имена своих хозяев. Это было в 1805 году.
В 1806 году здесь нашли залежи угля. Первыми углепромышленниками были представители казачьего сословия. Шли годы, угля добывали все больше и больше, на телегах вывозить его уже не успевали. Правительством Войска Донского было решено построить железную дорогу. Началось сооружение «угольного пути» от станций Грушевская и Атюктинская через станцию Максимовская к Аксайской.
Работами руководил инженер путей сообщения, подполковник В. А. Панаев, подрядчиком выступал купец из Санкт-Петербурга С. С. Поляков. Строительство длилось три года. 29 декабря 1863 года железнодорожная линия, протяженностью 66 вёрст (70 км), проходящая через казачье поселение, вошла в строй. Она дала «грушевскому углю» выход к Дону. Это событие подняло статус хутора Максимовка и ускорило его рост. По завершении строительства Юго-Восточной ветки, станция Максимовка получила статус распорядительной. Впоследствии оказалось, что на новой железной дороге имеются две станции с одинаковым названием, поэтому возникала путаница с отправлением грузов. 1 мая 1902 года по указу царя Николая II станцию Максимовскую переименовали в Каменоломни - в XIX веке здесь добывали много камня.
Хутор Максимовка занимал территорию от теперешнего северного переезда до ручья, который впадает в реку Грушевку. Здесь находились станция, паровозное депо, водокачка. В хуторе жили железнодорожные рабочие, строители и шахтёры, крестьяне, арендовавшие земли у казаков и церкви.
Хутор Максимовка впоследствии объединился со своим молодым соседом — Новогрушевским. В 1933 году всё пристанционное поселение было объединено со станцией под общим названием Каменоломни.

### Железнодорожный транспорт
9 декабря 1863 года (по старому стилю) торжественно была открыта станция «Максимовка», которая с 1 мая 1902 года была переименована в станцию «Каменоломни».
Первоначально здесь были построены пассажирский дом, в котором размещался телеграф, водокачка с водоснабжением из р. Грушевка, казарма для жилья, паровозное депо и поворотный круг для паровозов. В 1970-е годы на станции было осуществлено дальнейшее развитие станционных путей для переброски грузов, она стала распределительной.
В Гражданскую войну в основном осуществлялись перевозки шахтинского угля и сельскохозяйственной продукции. В годы Великой Отечественной войны на станции формировались эшелоны, производилась смена локомотивов.
В 1997 году произошло объединение станций линейного участка под руководством Каменоломни, а с 2003 года — это уже Каменоломнинский опорный центр управления перевозками. В него входят 12 станций Северо-Кавказской железной дороги, начиная от Новочеркасска до Сулина.

#### Локомотивное депо
Основано 15 декабря (ст.стиля) 1863 года. В актах комиссии, принявшей депо в эксплуатацию, значилось: «Дом для помещения постоянной паровой машины длиной в 6 саженей и шириной в 3 сажени». Находилось депо в том месте, где сейчас располагается Восстановительный поезд. Здание было сложено из дикого камня с наружной окопкой. До 1920 года паровозное депо принадлежало акционерному обществу.
В различные годы депо возглавляли: Иван Романович Мальцев — кавалер двух орденов «Трудового Красного Знамени», «Почётный железнодорожник»; Ремберг Иван Фёдорович; Афанасьев Дмитрий Сергеевич; Всеволод Григорьевич Родионов — «Почётный железнодорожник»; Вячеслав Александрович Васильев — «Почётный железнодорожник», Конорезов Пётр Георгиевич -«Почётный железнодорожник».
В 1959 году звание Героя Социалистического Труда было присвоено машинисту — инструктору Носову Ивану Елизаровичу, кавалеру многих орденов и медалей.
Всего за годы работы депо звания «Почётный железнодорожник» были удостоены 20 человек, награждены орденами «Трудовой Славы» и медалями «За трудовую доблесть» — 25 человек; «За трудовое отличие» — 11 человек.

#### Вагонное депо
Основано в 1923 году на базе паровозного депо, а в 1933 году выделено в самостоятельную структуру.

### Образование
В дореволюционное время на территории хутора Казачьего была образована первая церковно-приходская школа (впоследствии школа № 81). В 1920-е годы она была преобразована в начальную школу.

#### МБОУ гимназия № 20
Открылась в 1936 году. Первым её директором был Протопопов М. Н.
В 1943 году директором школы был назначен Потатуев Владимир Степанович, который впоследствии стал «Заслуженным учителем РФ» и в дальнейшем работал заведующим районным отделом народного образования. Директорами школы были: Сафонов А. П., Новиков А. Л., Глазков А. С., Самохин А. А., Дедочева И. Н., Шевченко В. В., Баско А. М., Пастухов А. В., Граненко В. П.
С 1991 года во главе школы Острикова Л. Н., награждённая «Почётной грамотой Министерства образования РФ».

#### МБОУ лицей № 82
Открыта 7 июля 1938 года. Вначале она была семилетней и только в 1954 году стала средней. Первым директором был Козыренко В. Н.
В период оккупации с 17 июля 1942 по 2 февраля 1943 года школа не работала. До 1962 г. её возглавлял Матвеев П. В., в 1963 году – Грудинин А. М. С 1964 по 1986 год на этом посту находился Знаменский Александр Николаевич — «Заслуженный учитель РФ», «Почётный железнодорожник». С 1987 по 2018 год директором была Марусина Любовь Ивановна — отличник народного образования, почётный железнодорожник. С 2018 года директор – Кобец Ольга Николаевна.
Межшкольный учебный комбинат № 4 был создан в 1987 году для трудового и профессионального обучения учащихся 5-11 классов школы № 20 и 9-11 классов школы № 82.
Начальная общеобразовательная школа № 81
Является филиалом лицея № 82.

#### Детские сады
В посёлке Каменоломни работают 3 детских сада: «Сказка» (основан в 1937 году), «Красная шапочка» (основан в 1962 году). 

#### Музыкальная школа
Открылась в Каменоломни в 1968 году на базе ДК «Железнодорожников».

### Здравоохранение

#### Узловая больница
Создана в 1946 году, как 9-й врачебный участок. В 1959 году ему был присвоен статус больницы и переданы два здания под стационар и поликлинику. 

#### ГБУ РО "ЦРБ"
Создана в 1944 году. Сначала это была амбулатория, которую возглавила Терентьева Пелагея Григорьевна — «Заслуженный врач РСФСР». В 1949 году в поселке по улице Мокроусова построен роддом.

### Культура
Весной 1920 года молодёжь станции Каменоломни переоборудовала конфискованную бакалейную лавку и склады в первый очаг культуры — клуб. В нём установили генератор и стали показывать немое кино. Вскоре были организованы кружки художественной самодеятельности, появилась хорошая агитбригада, участников которой называли «синеблузниками».
В 1921 году на стадионе построили летний кинотеатр.
3 февраля 1957 года был открыт Дворец культуры на 620 мест. Более 30 лет ДК железнодорожников руководил Комаричев И. С.
В начале 1960-х в поселке Каменоломни была открыта библиотека. 
В те же годы Суворов Г. Н. на базе ДК железнодорожников создал музей боевой славы.
В 1949 году в приспособленном домовладении начал работать молитвенный дом. Первым священником был Отец Иоанн. В 90-х собранием районных депутатов Свято-Михайловский храм п. Каменоломни признан памятником культуры регионального значения.
В 2002 году в центре п. Каменоломни была построена часовня — монумент в память о погибших в необъявленных войнах и в результате аварии на Чернобыльской АЭС. 

### Спорт
В 1921 году за речкой молодёжью был построен стадион и заложен большой парк.
В 1971 году команда «Локомотив» Каменоломни (тренер Колесов Б. И.) стала чемпионом СКЖД и заняла 3-е место во всесоюзных соревнованиях в Оренбурге.
В 1995 году построен первый спортивно-оздоровительный комплекс «Нива».
Со строительством спорткомплекса получили развитие тяжёлая атлетика, волейбол, бокс, тхэквандо. Мастером спорта международного класса по тяжёлой атлетике стала Юлия Муратова
На базе спорткомплекса «Нива» в 2005 году создана Детско-юношеская спортивная школа под эгидой Министерства общего и профессионального образования Ростовской области.

## Население
| 1939    | 1959    | 1970    | 1979    | 1989    | 2002    | 2009    | 2010    |
| ------- | ------- | ------- | ------- | ------- | ------- | ------- | ------- |
| 9498    | ↗15 447 | ↘12 328 | ↘12 221 | ↗12 410 | ↘12 281 | ↘10 729 | ↗11 247 |
| 2012    | 2013    | 2014    | 2015    | 2016    | 2017    | 2018    | 2019    |
| ↘11 063 | ↘10 981 | ↘10 843 | ↘10 716 | ↘10 639 | ↘10 514 | ↘10 441 | ↘10 323 |
| 2020    | 2021    |         |         |         |         |         |         |
| ↘10 322 | ↗12 327 |         |         |         |         |         |         |

### Известные люди
- Присухин, Тимофей Петрович (1925—2002) — участник Великой Отечественной войны, педагог, краевед, автор книг.

### Транспорт

#### Железнодорожный транспорт
На территории поселка имеются предприятия железнодорожного транспорта:
- железнодорожная станция Каменоломни Ростовского региона Северо-Кавказской железной дороги ОАО РЖД
- вагонное ремонтное депо Каменоломни
- сервисное локомотивное депо Каменоломни филиала «Северо-Кавказский» ООО «ЛокоТех-Сервис»

#### Автомобильный транспорт
Вблизи посёлка Каменоломни проходят автомагистрали федерального значения «Ростов—Москва», «Ростов—Харьков». Они связывают центральные регионы России с субъектами Южного и Северо-Кавказским федеральными округами и странами СНГ, а также портами Чёрного, Азовского и Каспийского морей. Кроме автострад федерального значения, вблизи посёлка проходят автодороги регионального и местного значения «Шахты—Каменоломни», «Шахты—Усть-Донецк», «Шахты—Владимировка», «Шахты—Новочеркасск».

## Социальная сфера
В посёлке работает центр социального обслуживания пенсионеров и инвалидов. В 1999 году был открыт областной социальный приют «Огонек».

#### Отдых и туризм
В посёлке Каменоломни расположена гостиница «Кава Ди Пьетра».